# Chiesa di San Michele (Rivoli Veronese)
La chiesa di San Michele (o di San Michele Arcangelo) è una chiesa cattolica situata a Gaium, frazione del comune di Rivoli Veronese in provincia di Verona; è sussidiaria della parrocchiale di San Giovanni Battista di Rivoli e fa parte della diocesi di Verona.

## Storia

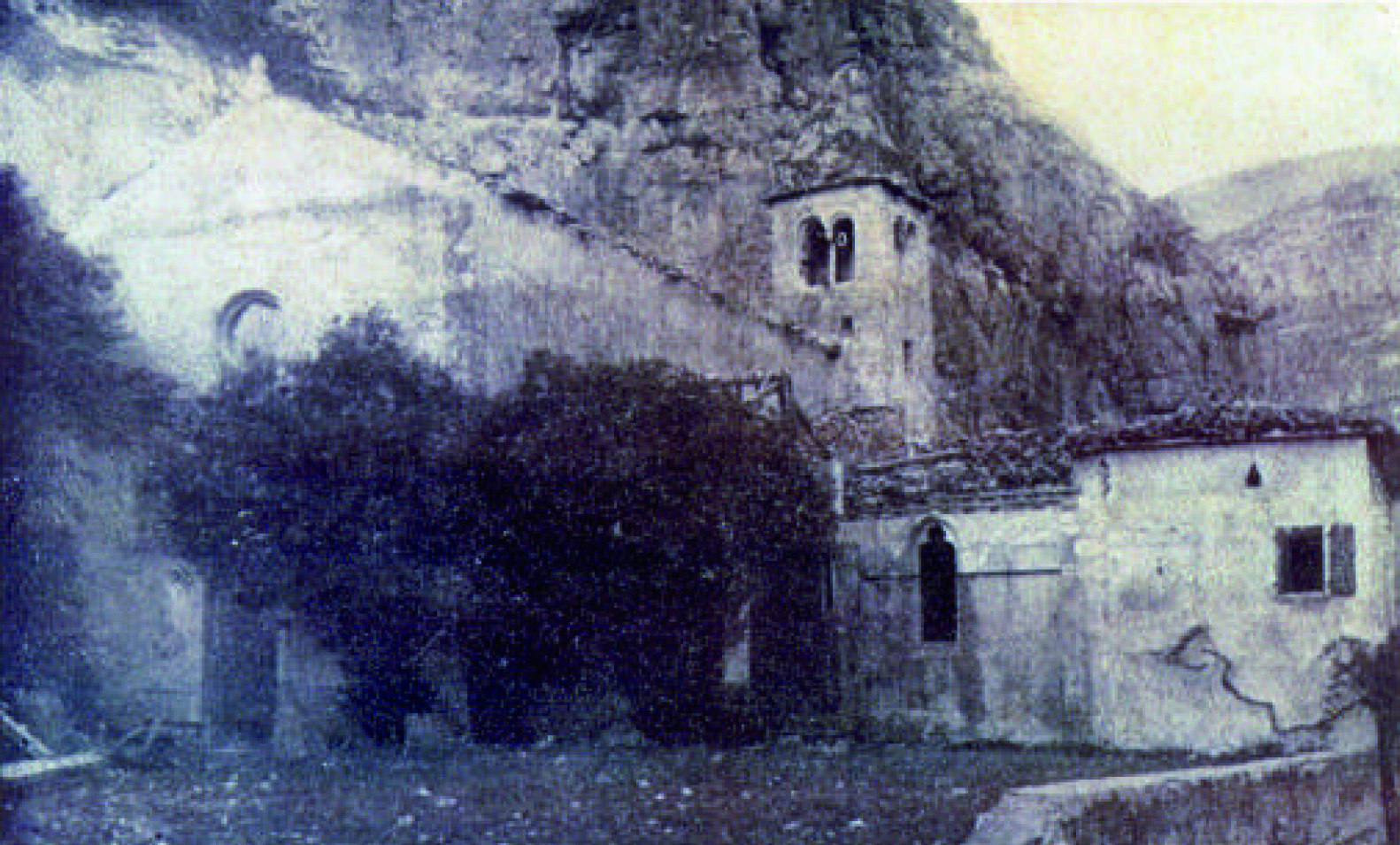
La chiesa prima del bombardamento

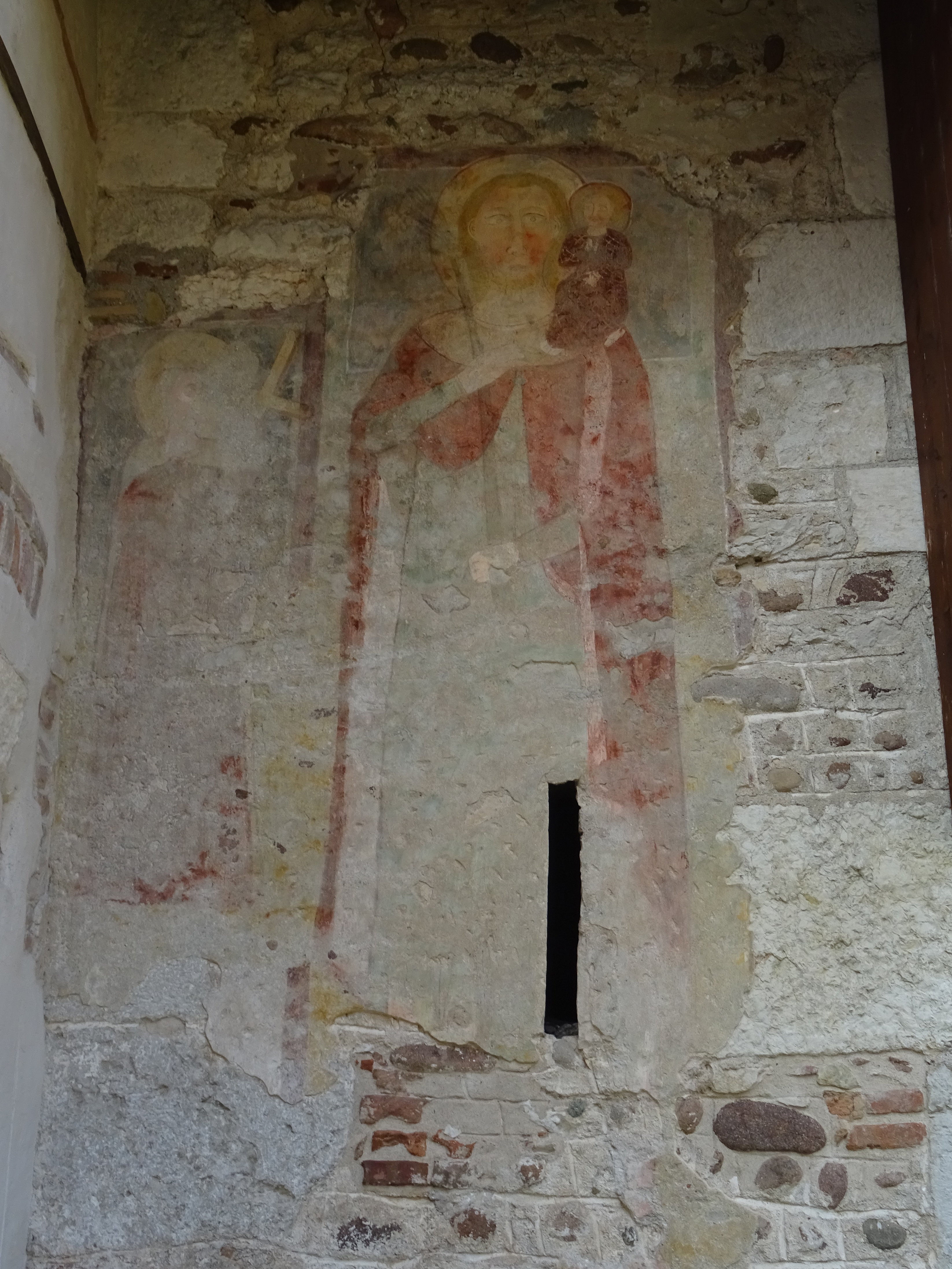
L'affresco di san Cristoforo sul campanile

È plausibile che a Gaium vi fosse una cappella già prima del Mille, ma la prima struttura documentata, una chiesetta romanica regolarmente orientata verso est, sorse nel XII secolo in epoca longobarda (come testimonia anche l'intitolazione a san Michele, assai venerato tra i longobardi); la facciata di questo edificio era cieca, rivolta verso la montagna, e l'ingresso avveniva dal lato meridionale, mentre l'interno era diviso in due navate, la maggiore a sud terminante con l'abside, e la minore a nord che si concludeva contro il campanile ancora esistente (il cui tetto però è un rifacimento più tardo).
Prima del 1431 la chiesa era di proprietà del monastero di San Zeno di Verona e di pertinenza della pieve di Cisano; da quell'anno venne elevata a parrocchia autonoma e nel 1460, come riportato negli atti di una visita pastorale di Matteo Canato (vescovo titolare di Tripoli, luogotenente per Ermolao Barbaro il Vecchio), era provvista di un proprio fonte battesimale. Nel corso del Quattrocento, probabilmente in concomitanza con l'erezione a parrocchia, l'antica abside romanica venne abbattuta e sostituita da un più grande presbiterio con coro; venne anche aggiunta una nicchia sul fianco settentrionale, che conteneva un altare.
Nel 1562 vi fu un significativo ampliamento dell'edificio, voluto dai conti Gaioni, che posero nella chiesa anche la propria tomba di famiglia; le navate romaniche vennero demolite per far posto ad una nuova aula, lunga diciannove metri e larga dieci, con facciata rivolta verso sud (con portale architravato e oculo in pieno centro), e un accesso secondario sul fianco orientale. La chiesa era dotata di un organo e di cinque altari (il maggiore intitolato a san Michele, e quattro laterali dedicati alla Madonna, a sant'Antonio, alla Natività e al Crocifisso con san Sebastiano); il presbiterio quattrocentesco venne reimpiegato come sagrestia, e venne riaffrescato nel corso del Seicento. Secondo la tradizione, nel 1563 celebrò messa nella chiesa san Carlo Borromeo, ospitato dai conti Gaioni mentre era di ritorno dal concilio di Trento.
L'edificio venne in gran parte distrutto il 2 aprile 1945 durante un bombardamento della seconda guerra mondiale (il cui obiettivo era la ferrovia del Brennero, che corre sulla sponda opposta dell'Adige); le parti stabilmente compromesse vennero quindi abbattute, risparmiando solo il campanile romanico e la sagrestia (ex presbiterio) quattrocentesca. Un restauro ebbe luogo nel 1950-51 a cura della Soprintendenza ai Monumenti di Verona, ma nel frattempo la sede parrocchiale venne spostata in una nuova chiesa omonima, costruita nella vicina frazione di Rivolti, e per diversi anni la vecchia struttura rimase abbandonata.
Nel 1984 la parrocchia venne soppressa e accorpata a quella di San Gaetano di Sega (che era stata in origine sua sottoposta), e nel 2003 venne invece trasferita a quella di San Giovanni Battista di Rivoli Veronese. Nel 2008-09 è avvenuto il restauro degli affreschi interni ed esterni, e sempre nel 2009 è stato effettuato uno scavo archeologico che ha permesso di gettare luce sulla storia dell'edificio; altri restauri sono seguiti negli anni 2010.

## Descrizione

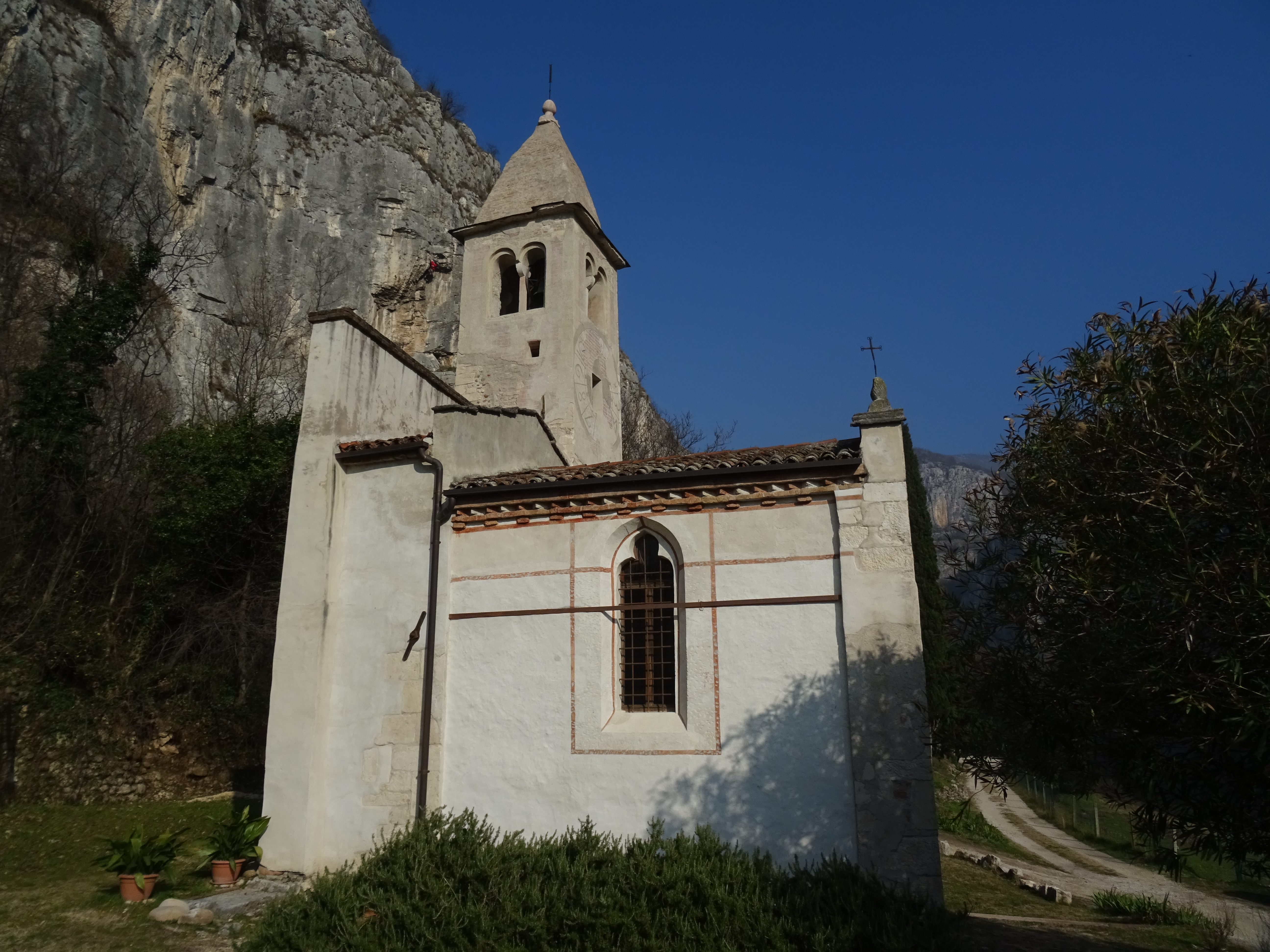
Il fianco meridionale della chiesetta

### Esterno

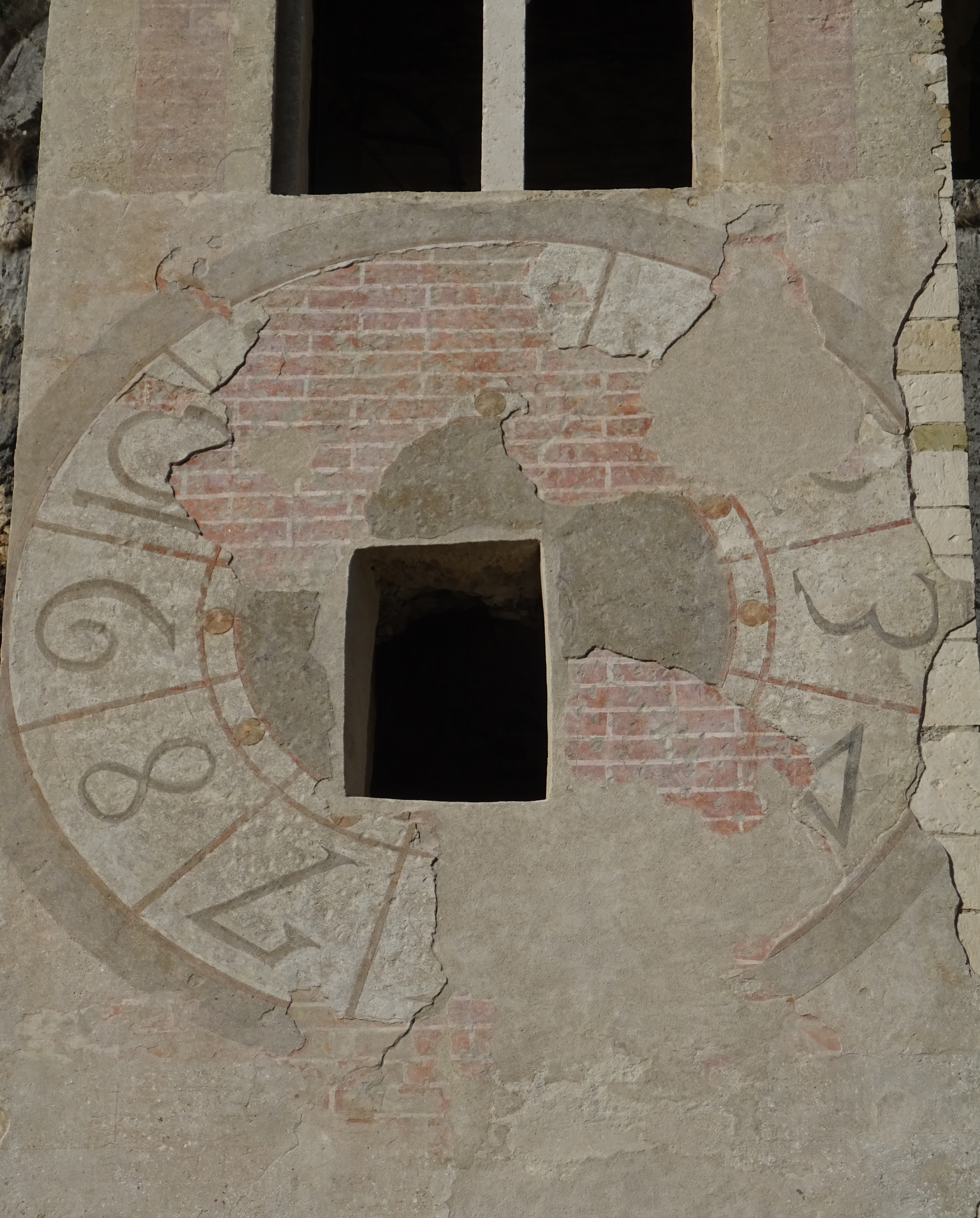
I resti dell'orologio sul campanile

La chiesa sorge a nord di Gaium, presso il cimitero, sulla sponda occidentale dell'Adige; a seguito di un bombardamento nel 1945, dell'edificio sopravvivono solo la sagrestia quattrocentesca (antico presbiterio, ora convertita in aula) e il campanile romanico. La muratura delle strutture è fatta con pietrame di varia natura, tenuto assieme da malta di calce e controventato con catene metalliche, mentre la copertura è realizzata da uno scheletro in legno coperto da coppi in laterizio. Le pareti sono parzialmente intonacate, e in alcuni punti è ben visibile la muratura. 
L'edificio si presenta con facciata a capanna, rivolta verso est e stretta tra due grandi paraste angolari, con un robusto zoccolo e pigna e croce apicali. Al centro si apre lo stretto portale d'accesso, con piedritti in blocchi di pietra calcarea e arco a sesto ribassato in mattoni di cotto; immediatamente a sinistra del portale si nota un'altra apertura, ora tamponata con ciottoli di fiume. Sul lato meridionale sono presenti una finestra in stile gotico veneziano (ogivale, trilobata e strombata), una cornice modanata in mattoni di cotto in alto, e tracce di una semplice decorazione ad affresco gotica, con motivi geometrici su fondo bianco. 
Sul fianco nord si eleva l'antico campanile a base quadrata, realizzato con pietrame misto e materiale di reimpiego. La cella campanaria è aperta da bifore con colonnine a stampella, e il tetto è una cuspide piramidale in pietra calcarea, sormontata da una pigna in pietra bianca simile a quella della facciata. Sul prospetto orientale, riparato da una tettoia, si trova un affresco due-trecentesco frammentario, raffigurante san Cristoforo; sullo stesso lato sono presenti anche lacerti di un orologio e di una decorazione a finta muratura in mattoni, che si estende anche sul fianco meridionale.

### Interno

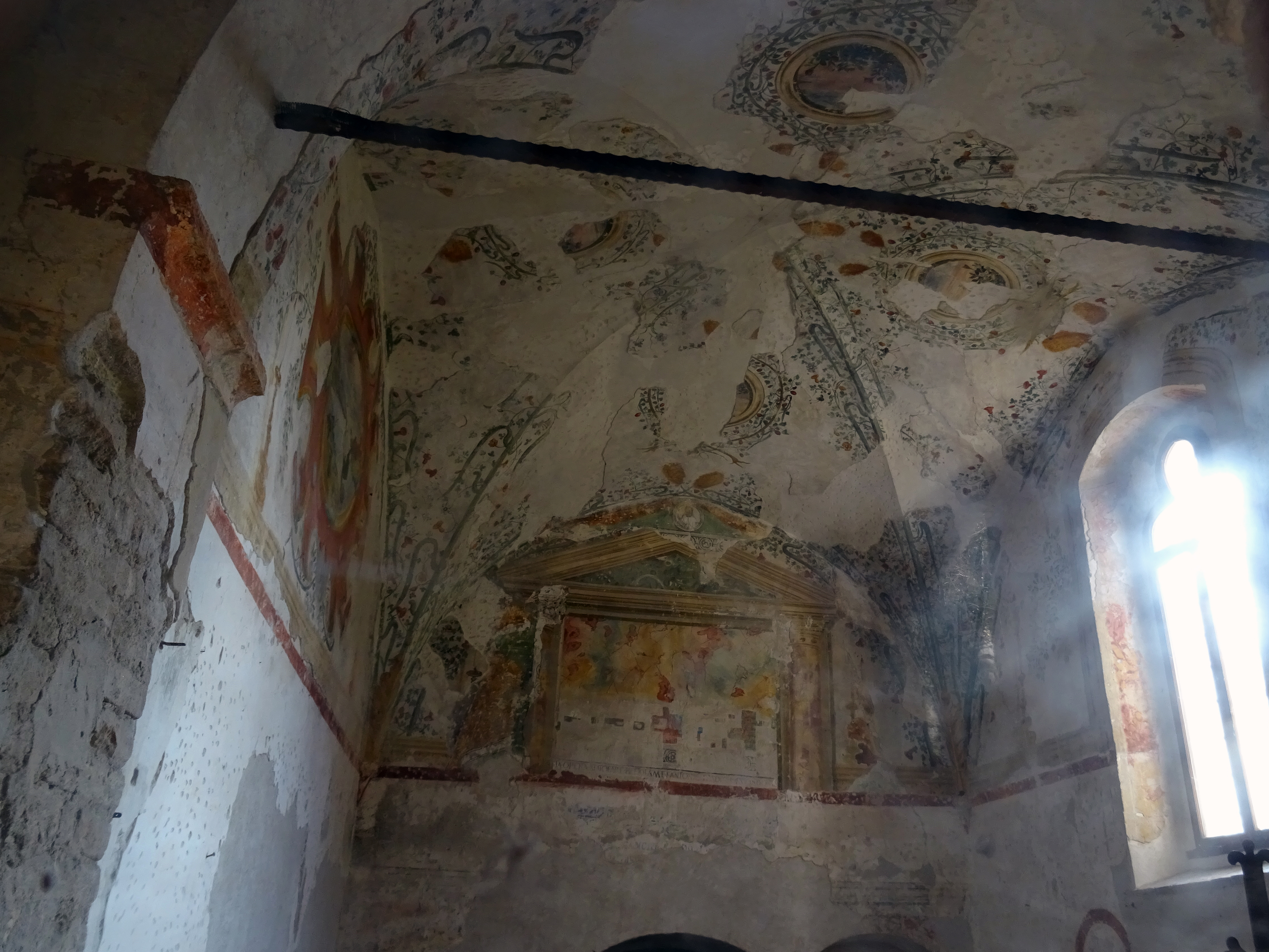
Affreschi dell'interno

L'interno è una piccola aula rettangolare, pavimentata con quadrotte di marmo rosso di Verona e pietra bianca, e voltata a crociera con lunette laterali. Il presbiterio si divide in una piattaforma semicircolare rialzata, ricoperta con lastre di marmo rosso di Verona, e in una parte più interna ribassata, pavimentata con pianelle di cotto, che segue il profilo dell'antica abside romanica (che risulta rovesciata rispetto alla struttura attuale): qui si trova l'altare fisso, realizzato in pietra calcarea bianco-rosata. La parete di fondo, formata dall'arco santo tamponato della chiesa primitiva, è forata da due finestrelle rettangolari. Sul fianco destro del presbiterio c'è l'accesso al campanile. 
Le superfici sono ricoperte da affreschi frammentari di almeno quattro epoche diverse, spesso sovrapposti, incluse croci e fasce rosso scuro (XVI secolo) e motivi a festoni vegetali (XVI-XVII secolo). Sulla volta sono dipinti medaglioni con paesaggi acquei, forse legati allo stemma dei conti Gaioni; nella lunetta settentrionale vi è Giona inghiottito dalla balena, mentre in controfacciata campeggia un affresco assai deteriorato del Padreterno.